# Contea di Perry (Ohio)
La contea di Perry ( in inglese Perry County ) è una contea dello Stato dell'Ohio, negli Stati Uniti. La popolazione al censimento del 2000 era di 34 078 abitanti. Il capoluogo di contea è New Lexington.